# Gare de Dijon-Ville
Ne doit pas être confondu avec Gare de Dijon-Porte-Neuve.
La gare de Dijon-Ville est une gare ferroviaire française de la ligne de Paris-Lyon à Marseille-Saint-Charles et d'une étoile ferroviaire comprenant plusieurs lignes. Dite aussi Gare Foch, elle est la gare principale de la ville de Dijon, dans le département de la Côte-d'Or, en région Bourgogne-Franche-Comté. La gare secondaire de Dijon-Porte-Neuve est située sur la ligne de Dijon-Ville à Is-sur-Tille.
Elle est mise en service en 1849 par l'Administration des chemins de fer de l'État, avant de devenir en 1852 une gare du réseau de la Compagnie du chemin de fer de Lyon à la Méditerranée (PLM).
C'est une gare de la Société nationale des chemins de fer français (SNCF), desservie par le TGV depuis 1981. Elle est également la principale gare du réseau régional TER Bourgogne-Franche-Comté.

## Situation ferroviaire

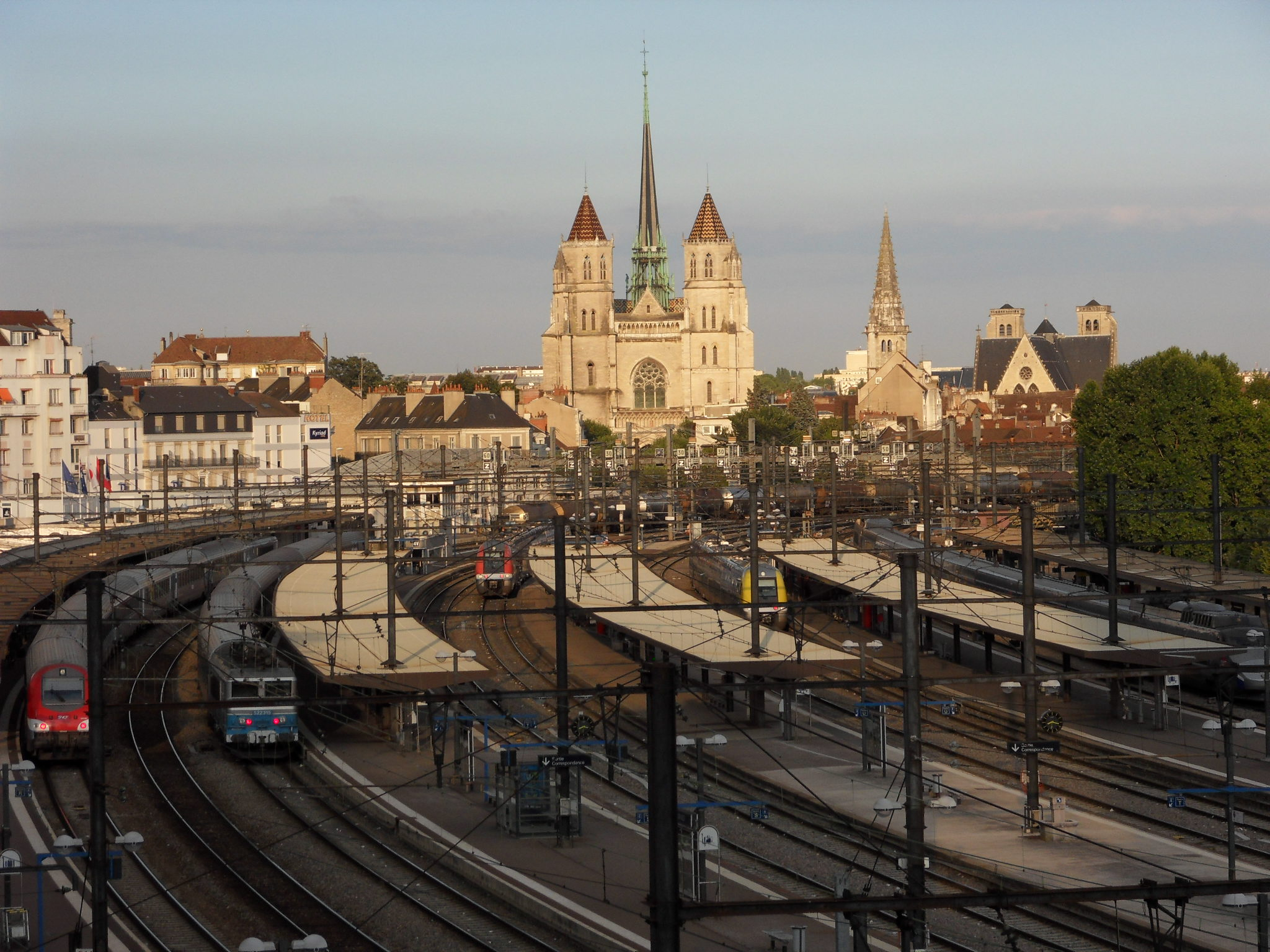
La gare de Dijon-Ville, vue côté voies et la cathédrale Saint-Bénigne.

Établie à 246 m d'altitude, la gare de Dijon-Ville est située au point kilométrique (PK) 314,208 de la ligne de Paris-Lyon à Marseille-Saint-Charles, entre les gares ouvertes de Velars et de Gevrey-Chambertin. C'est une gare de bifurcation, centre d'une étoile ferroviaire avec les lignes de Dijon-Ville à Is-sur-Tille, de Dijon-Ville à Vallorbe (frontière), de Dijon-Ville à Saint-Amour et de Dijon-Ville à Épinac, ligne dont la fermeture est intervenue le 6 février 1939.

## Histoire

### Construction de la première gare
Les origines de la gare de Dijon-Ville remontent à l’adoption de la loi du 11 juin 1842. Celle-ci prévoit de faire passer la ligne Paris-Lyon-Méditerranée notamment par Dijon, avec l’établissement d’une voie de Chalon-sur-Saône à Dijon. La ville pense à un tunnel sous la place Darcy pour l’emplacement de la gare, avant de choisir le site actuel. La gare doit alors être aménagée en tranchée entre le quartier des Perrières et de l’Arquebuse.
Le 1er août 1849, la ligne entre Montereau et Tonnerre est mise en service, suivie par celle entre Dijon et Chalon-sur-Saône le 1er septembre 1849, par la Compagnie du chemin de fer de Paris à Lyon. La section de Paris à Tonnerre est inaugurée le 9 septembre 1849 par Louis-Napoléon Bonaparte et, le 1er juin 1851, la ligne entre Tonnerre et Dijon est mise en service par le PLM et inaugurée à son tour,. Paul Guillemot fonde cette année-là le buffet de la gare, considéré comme le premier de France.
Dijon ne possède, lors des mises en service des premières lignes de chemin de fer passant par la ville, qu’un débarcadère provisoire composé de baraques de bois construites à partir de décembre 1847. Elles seront par la suite démolies pour laisser place à l’édification de la nouvelle gare à partir de juillet 1853, pour un devis établi à 1 500 000 francs de l’époque, qui sera achevée à la fin de 1855. L'architecte de cette nouvelle gare est François-Alexis Cendrier ; la marquise en fer et en verre ne sera mise en place qu'en 1904.
En 1852, la ligne de Dijon à Besançon est concédée à la Compagnie du chemin de fer de Dijon à Besançon. En 1854, la Paris-Lyon rachète l'ensemble des concessions. En 1872, puis en 1882, les lignes Dijon – Is-sur-Tille et Dijon – Saint-Amour sont ouvertes.

### Dynamitage et construction de la gare contemporaine
Le 7 septembre 1944, la gare est dynamitée par l'armée allemande, du fait de son caractère stratégique. Une gare provisoire, installée en 1945 en récupérant les décombres, sera remplacée par une gare permanente dont la construction, dirigée par les architectes Alfred Audoul et Paul Peirani, s'est déroulée entre 1947 et 1962. Deux structures surmontées d’une toiture-terrasse à plusieurs niveaux composent l’édifice élaboré en forme de T, qui comprend un bâtiment central en rotonde, faisant partie du bâtiment des voyageurs et permettant de desservir le reste de la gare en étoile, et deux ailes rectilignes de chaque côté de l’esplanade. Le hall de la gare est fait de pierre polie ambrée de Buxy et de pierre Valore fleurie pour le sol. En 1963, l'inventeur dijonnais Jacques Gérin propose un projet futuriste (et largement irréaliste), qui ne sera pas retenu : la couverture du site de la gare et son parvis par une dalle, sur laquelle était supposé être implanté un aéroport urbain (avec deux pistes, l'une de trente mètres de large pour les atterrissages, l'autre de cinquante mètres, pour les décollages.
Le bâtiment voyageurs et le parvis de la gare sont rénovés entre 2007 et 2009 pour améliorer l'accessibilité et l'intermodalité de la gare : surélévation du parking en ouvrage, vélostation, accès facilité aux bus (et ultérieurement au tramway), modernisation des espaces de vente. Puis, en 2020 et 2021, c'est au tour des quais d'être élargis et mis en accessibilité via la création de rampes et d'ascenseurs, impliquant la fermeture et la démolition-reconstruction complète de la moitié d'entre eux à l'été 2020, et de l'autre moitié à l'été 2021,.

### Dates-clés des autres événements à partir de l'année 1950

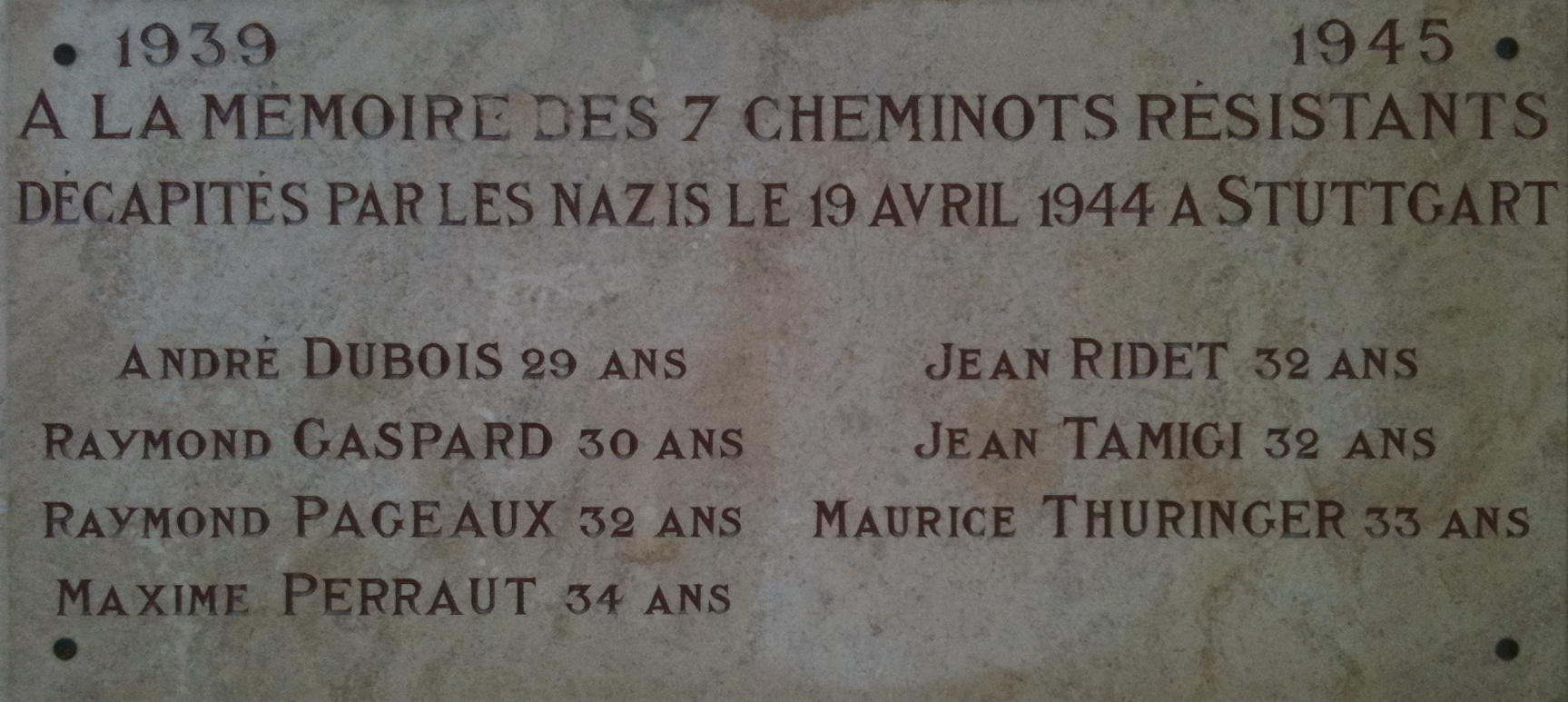
Plaque commémorative des cheminots résistants, apposée sur la façade de la gare.

- Le 14 mai 1950, création du train rapide Le Mistral reliant Paris à Nice via Dijon, Lyon, Avignon et Marseille.
- Le 27 janvier 1952, mise en service de l'électrification en courant 1 500 V continu entre Chalon-sur-Saône et Lyon-Perrache. Les locomotives électriques 2D2 9100 remplacent les locomotives à vapeur 241 P entre Paris, Dijon et Lyon.
- Le 31 mai 1959, création du train rapide de 1re classe L'Aquilon entre Paris et Lyon-Perrache.
- Le 1er juillet 1961, création du TEE Le Cisalpin reliant Paris à Milan via Dijon, Lausanne et Brigue.
- Le 30 mai 1965, Le Mistral devient un Trans Europ Express (TEE) reliant Paris à Nice via Dijon, Lyon-Perrache, Avignon et Marseille.
- Le 9 février 1969, création du TEE Le Lyonnais reliant Paris à Lyon-Perrache.
- Le 23 mai 1971, création du TEE Le Rhodanien (reprenant le nom porté précédemment par le train Genève - Marseille via Grenoble) reliant Paris à Marseille via Dijon et Lyon-Perrache.
- De 1977 à 1984, la gare est desservie par le train rapide Jean-Jacques Rousseau assurant la relation entre Paris-Gare-de-Lyon et Genève-Cornavin[12].
- Le 26 septembre 1981, dernier jour de circulation des TEE Le Mistral et Le Lyonnais, remplacés par des TGV, à la suite de la mise en service le lendemain de la LGV Sud-Est[13].
- Le 21 janvier 1984, dernier jour de circulation du TEE Le Cisalpin reliant Paris à Milan via Dijon, Lausanne et Brigue.
- Le 22 janvier 1984, mise en service du premier TGV commercial reliant Paris à Lausanne via Dijon.
- Le 9 décembre 2007, mise en service de l'horaire cadencé entre Dijon, Lyon et Grenoble avec création de trains directs Dijon - Grenoble par diamétralisation de trains Dijon - Lyon et Lyon - Grenoble (diamétralisation qui sera abandonnée par la suite).
- Le 14 décembre 2008, mise en service de l'horaire cadencé entre Dijon, Laroche-Migennes et Paris.
- En avril 2009, c'est entre Besançon-Viotte et Le Valdahon qu'eut lieu la dernière circulation des X 2827 et X 2900 du dépôt de Dijon, marquant ainsi le dernier service commercial en France de cette série des autorails X 2800.
- Le 4 juillet 2010, un aller-retour en TGV Metz - Marseille, pour la période estivale, remplace l'aller-retour en Intercités Metz - Portbou qui circulait également en été.

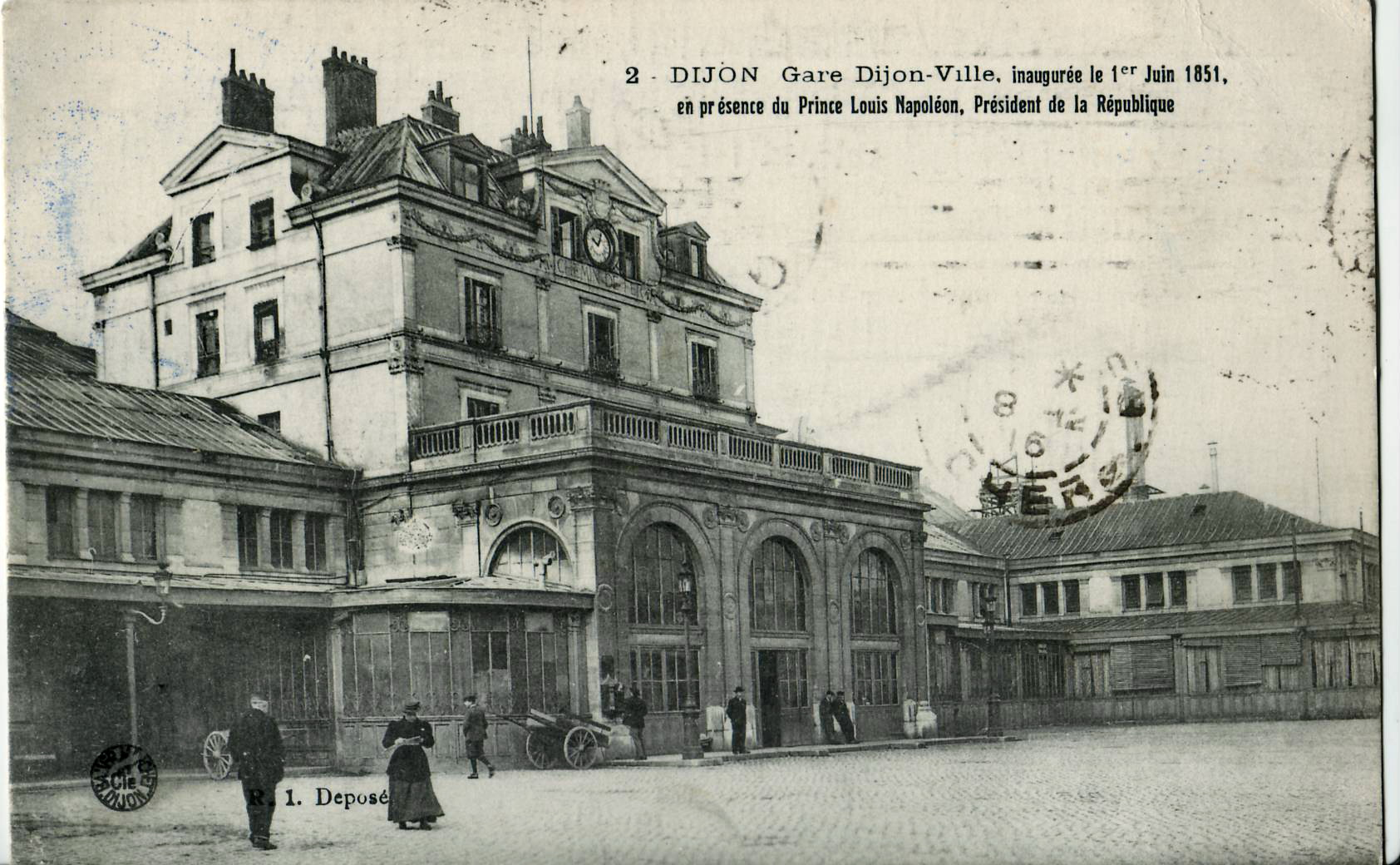
La première gare, inaugurée le 1er juin 1851 en présence du prince Louis-Napoléon Bonaparte.
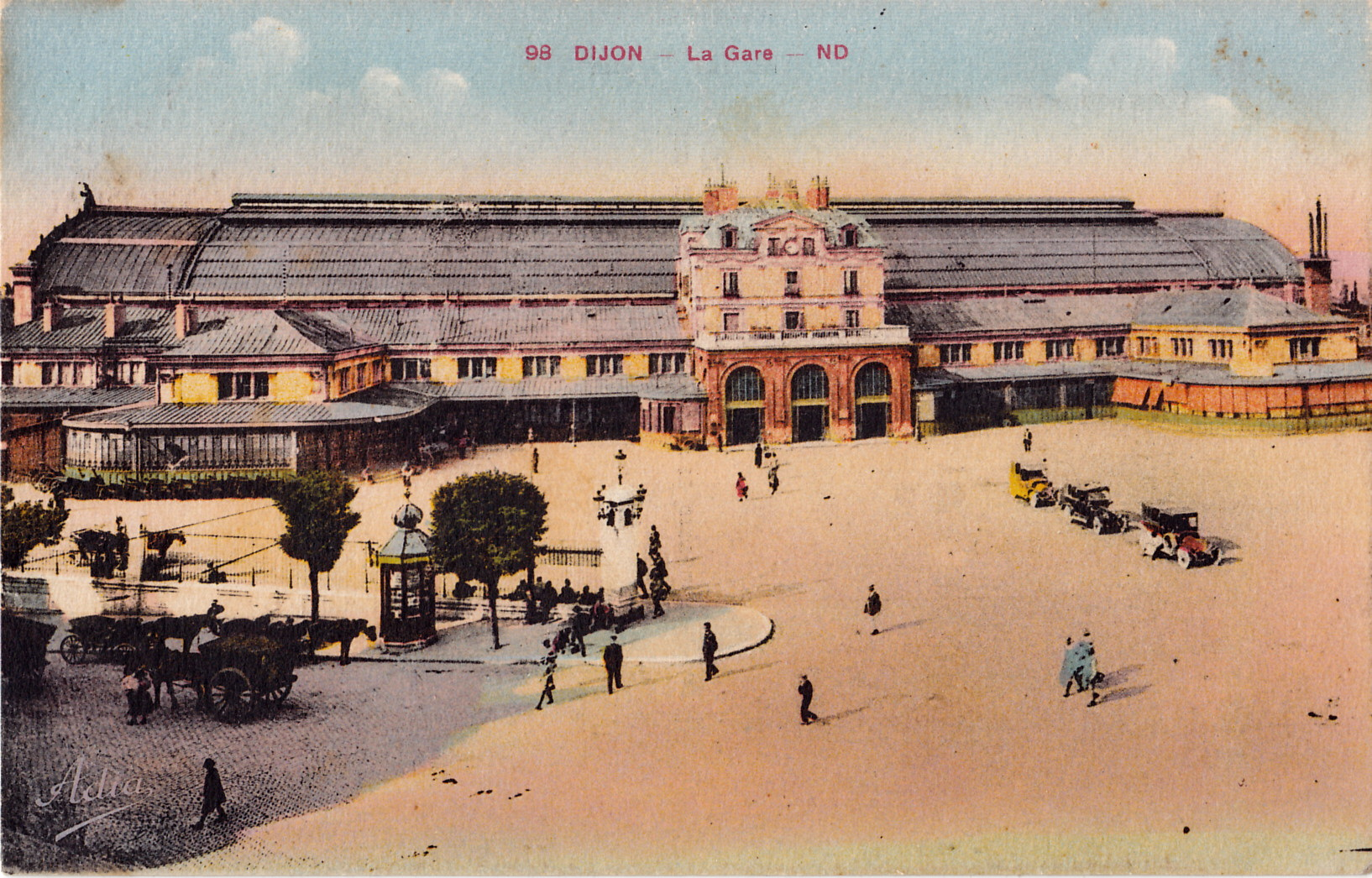
La gare, au début du XXe siècle.
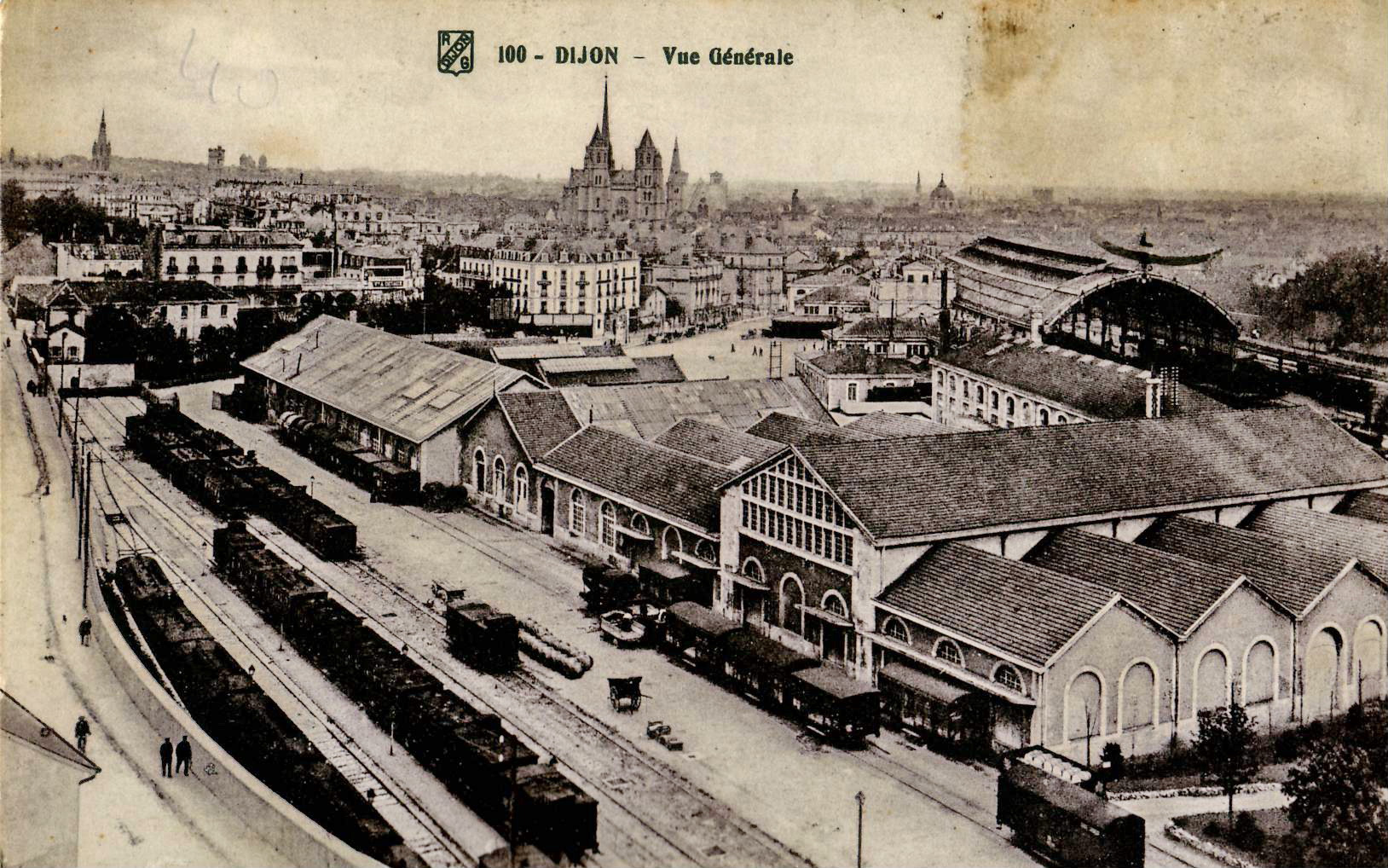
Les installations ferroviaires, toujours au début du XXe siècle.
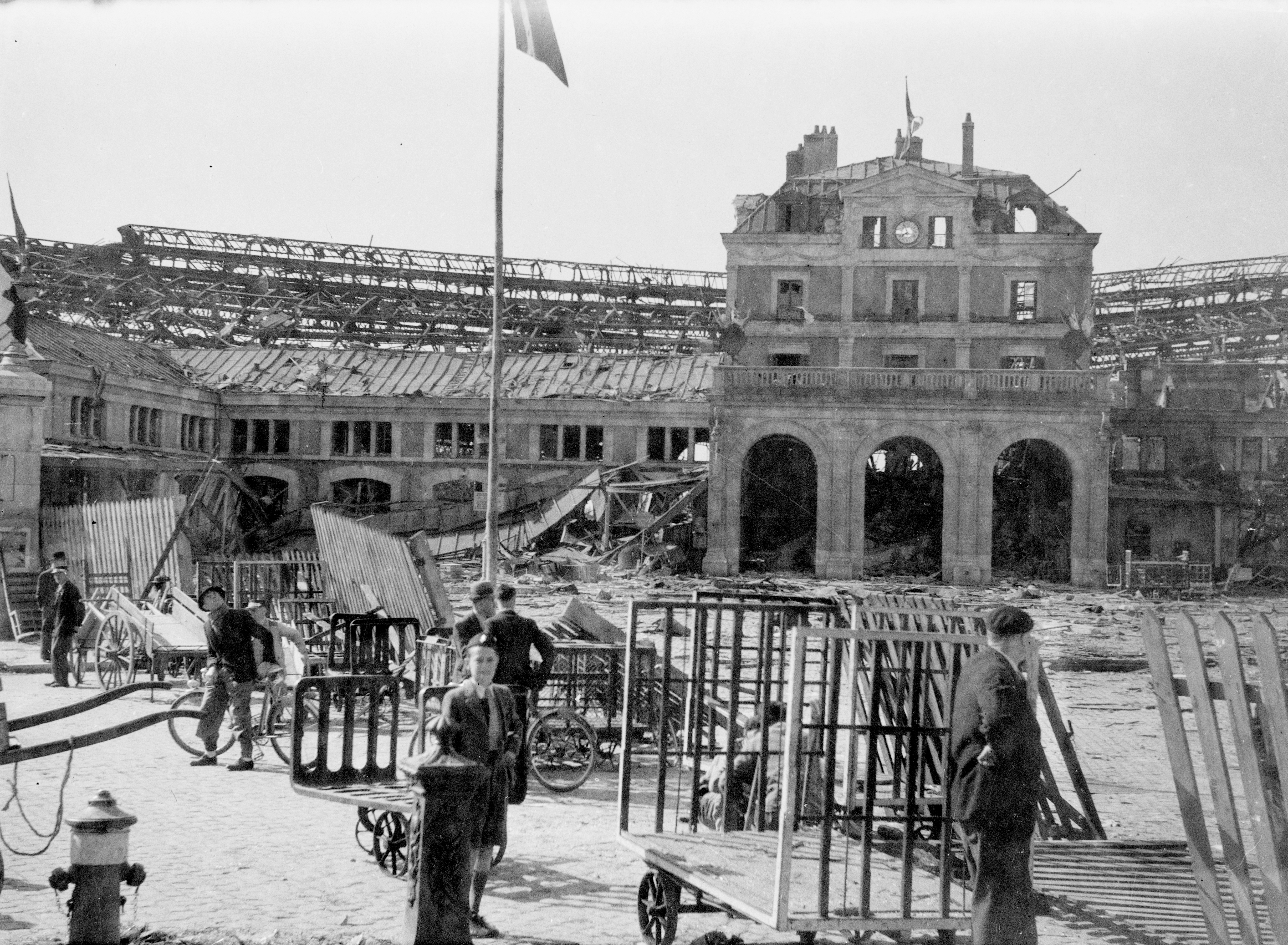
La gare, détruite en 1944 par les allemands.
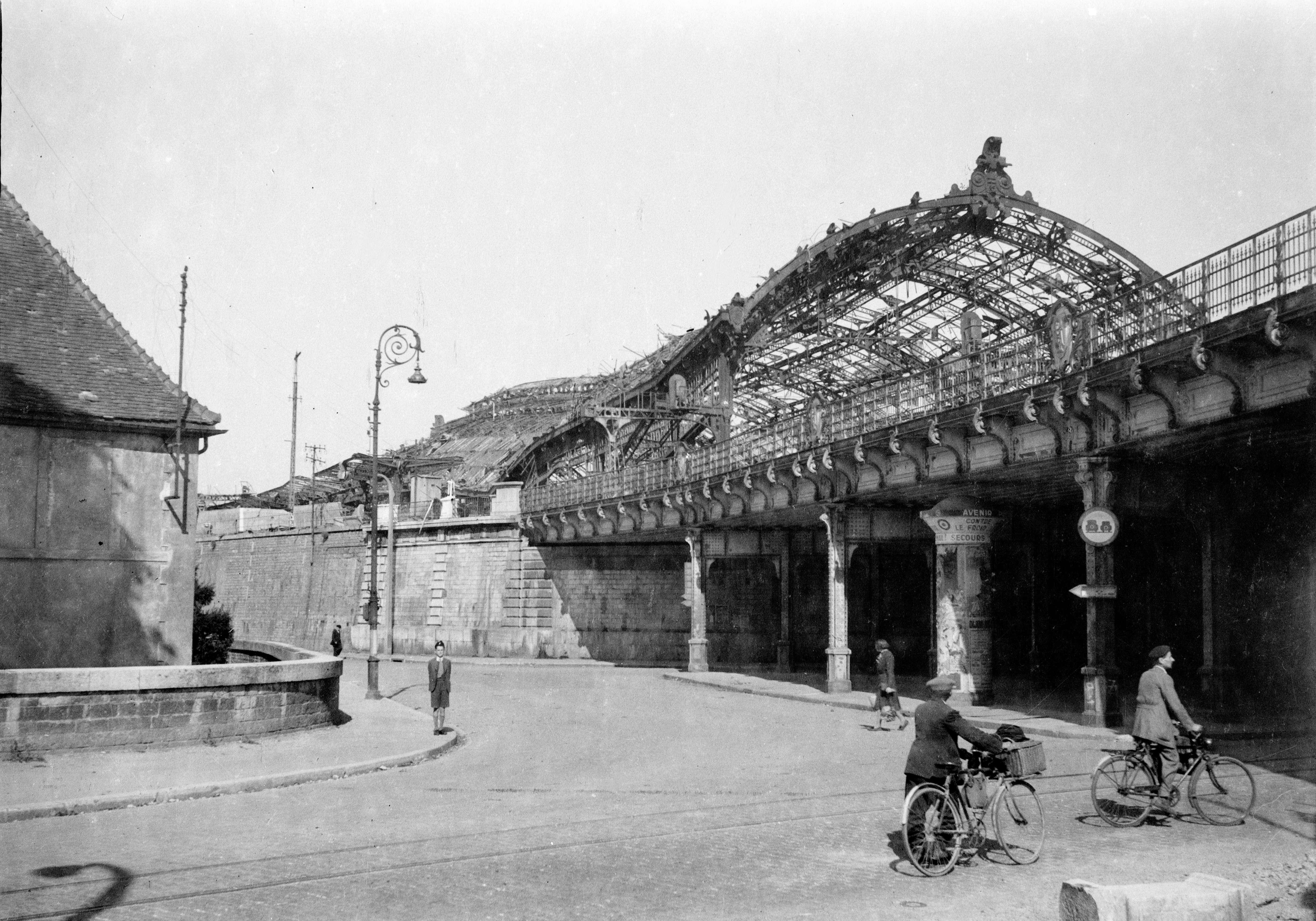
Le pont de l'Arquebuse, vu la même année.

## Fréquentation
De 2015 à 2022, selon les estimations de la SNCF, la fréquentation annuelle de la gare s'élève aux nombres indiqués dans le tableau ci-dessous.
| Année                      | 2015      | 2016      | 2017      | 2018      | 2019      | 2020      | 2021      | 2022      | 2023       |
| -------------------------- | --------- | --------- | --------- | --------- | --------- | --------- | --------- | --------- | ---------- |
| Voyageurs                  | 6 159 680 | 5 901 000 | 6 207 518 | 5 798 071 | 6 350 035 | 4 149 069 | 4 861 793 | 7 081 622 | 7 653 382  |
| Voyageurs et non voyageurs | 8 323 892 | 7 974 325 | 8 388 538 | 7 835 231 | 8 581 128 | 5 606 850 | 6 569 991 | 9 569 760 | 10 342 408 |

## Infrastructure

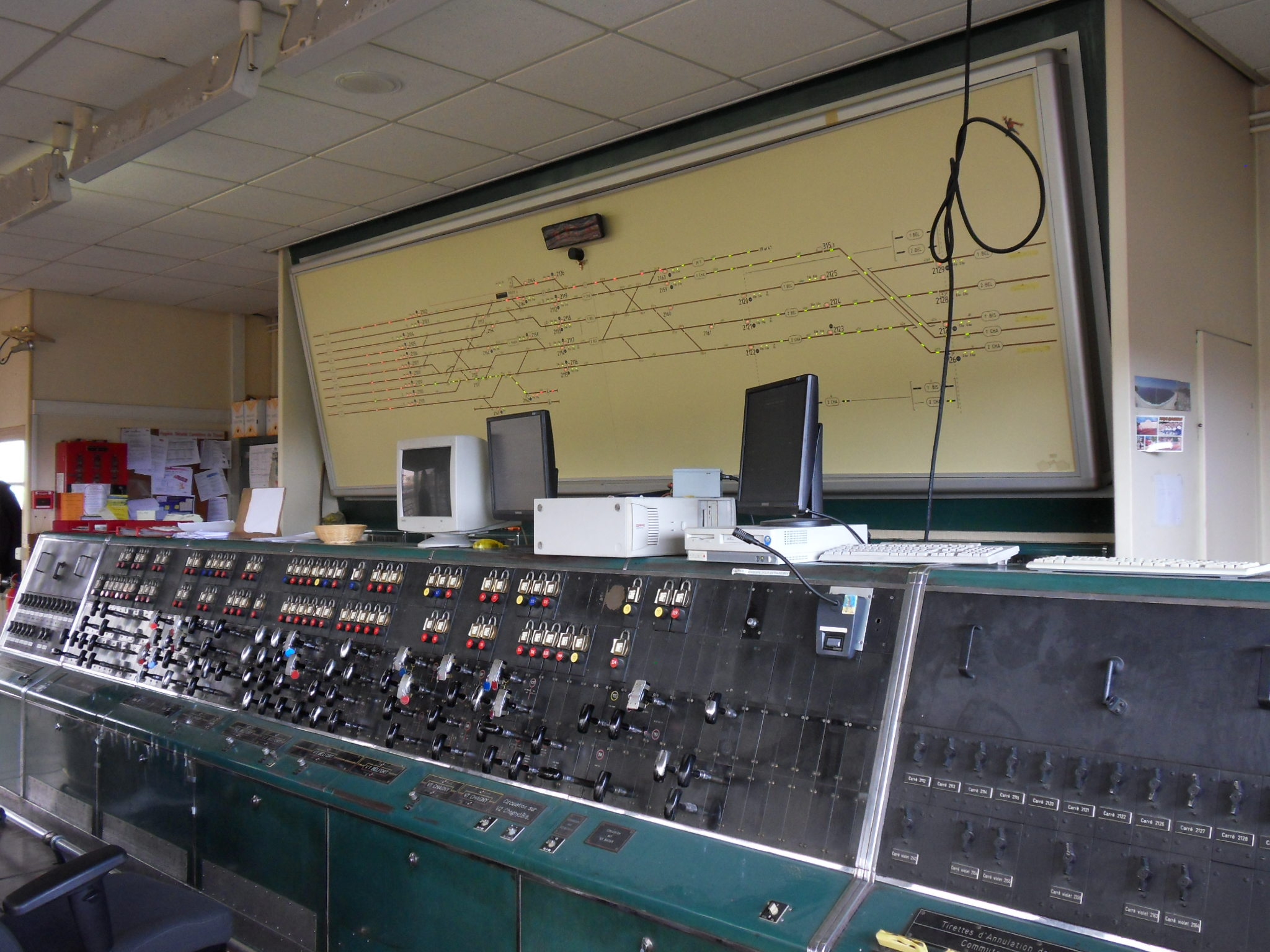
L'ancien poste 2 à leviers d'itinéraires, quelques jours avant sa fin de fonctionnement.

La gare de Dijon-Ville dispose de dix voies banalisées, de la voie A – qui longe le B.V. – à la voie J. Toutes ces voies sont équipées de quais voyageurs, à l'exception de la voie B réservée à la circulation des trains de fret, principalement de sens impair. Certaines de ces voies autorisent, pour les deux sens de circulation, la traversée de la gare à la vitesse maximale de 60 km/h.
L'ensemble des installations de sécurité, après avoir été commandées par deux postes électriques néoclassiques à leviers d'itinéraires mis en service au moment de l'électrification de la ligne Paris-Lyon à Marseille-Saint-Charles, ont cédé la place depuis fin août 2010 à un poste d'aiguillage informatique (PAI) commandé depuis la commande centralisée du réseau Bourgogne-Franche-Comté (CCR).

Schéma des voies de la gare.

## Service des voyageurs

### Desserte
Dijon-Ville est desservie par :
- des TGV en provenance ou à destination de Paris-Gare-de-Lyon, Mulhouse-Ville, Zurich (via Bâle), Besançon-Viotte, Lausanne, Luxembourg, Metz-Ville et Nancy-Ville (via Strasbourg-Ville), Montpellier-Saint-Roch, Marseille-Saint-Charles et Nice-Ville (via Lyon-Part-Dieu) ;
- un Intercités, reliant Nancy-Ville à Lyon-Perrache (via Lyon-Part-Dieu) ;
- de nombreux trains du réseau TER Bourgogne-Franche-Comté (voir la liste détaillée ci-dessous). Cette gare est également desservie par des TER à longs parcours vers la capitale, en l'occurrence Paris-Est – Dijon via Troyes et Paris-Bercy – Lyon via Dijon.

C'est ainsi la seule gare à être desservie depuis trois établissements parisiens (gares de Lyon et de Bercy, mais aussi celle de l'Est).

#### TGV
- Liaisons radiales :
  - Paris-Gare-de-Lyon - Dijon - Dole - Lausanne (Lyria)
  - Paris-Gare-de-Lyon - Dijon - Mulhouse - Bâle - Zurich (Lyria)
  - Paris-Gare-de-Lyon - Dijon - Besançon Franche-Comté TGV - Belfort-Montbéliard TGV - Mulhouse
  - Paris-Gare-de-Lyon - Montbard - Dijon - Dole-Ville - Besançon-Viotte
  - Paris-Gare-de-Lyon - Montbard - Dijon

- TGV intersecteurs (dessertes effectuées par rebroussement dans cette gare) :
  - Luxembourg / Metz / Strasbourg - Mulhouse - Belfort-Montbéliard TGV - Besançon Franche-Comté TGV - Dijon - Lyon - Montpellier / Marseille
  - Nancy / Strasbourg - Mulhouse - Belfort-Montbéliard TGV - Besançon Franche-Comté TGV - Dijon - Lyon / Marseille - Nice

#### Intercités
Nancy - Toul - Neufchâteau - Chalindrey - Dijon - Chalon-sur-Saône - Mâcon - Lyon-Part-Dieu - Lyon-Perrache.

#### TER
- Dijon - Montbard - Laroche-Migennes - Paris-Bercy
- Dijon - Montbard - Laroche-Migennes - Auxerre
- Dijon - Beaune - Chagny - Chalon-sur-Saône - Tournus - Mâcon-Ville
- Dijon - Dole - Besançon-Viotte
- Dijon - Pontarlier
- Lyon-Part-Dieu - Mâcon-Ville - Chalon-sur-Saône - Dijon - Montbard - Laroche-Migennes - Paris-Bercy
- Dijon - Beaune - Chagny - Chalon-sur-Saône - Tournus - Mâcon-Ville - Villefranche-sur-Saône - Lyon-Part-Dieu (- Lyon-Perrache)
- Dijon - Louhans - Bourg-en-Bresse
- Dijon - Montceau-les-Mines - Moulins
- Dijon - Le Creusot - Nevers
- Dijon - Troyes
- Dijon - Troyes - Paris-Est
- Reims - Châlons-en-Champagne - Chaumont - Langres - Dijon
- Nancy - Dijon

### Intermodalité
La gare est desservie par les lignes T1 et T2 du tramway de Dijon ainsi que par les lignes de bus L3, L5,B10, B12, B13, B18, Pleine Lune et R38 du réseau Divia. Elle est aussi desservie par les lignes 106, 109, 111, 112, 113, 117, 118, 119, 124 et 129 du réseau interurbain d'autocars Mobigo.
Une station DiviaVélodi située sur le parvis de la gare à côté de la station de tramway permet d'emprunter des vélos en libre-service.
Un garage à vélos fermé et gardé appelé Vélostation est accessible aux abonnés TER Bourgogne et Franche-Comté, Grandes lignes et Divia moyennant un abonnement mensuel ou annuel.

## Galerie de photographies

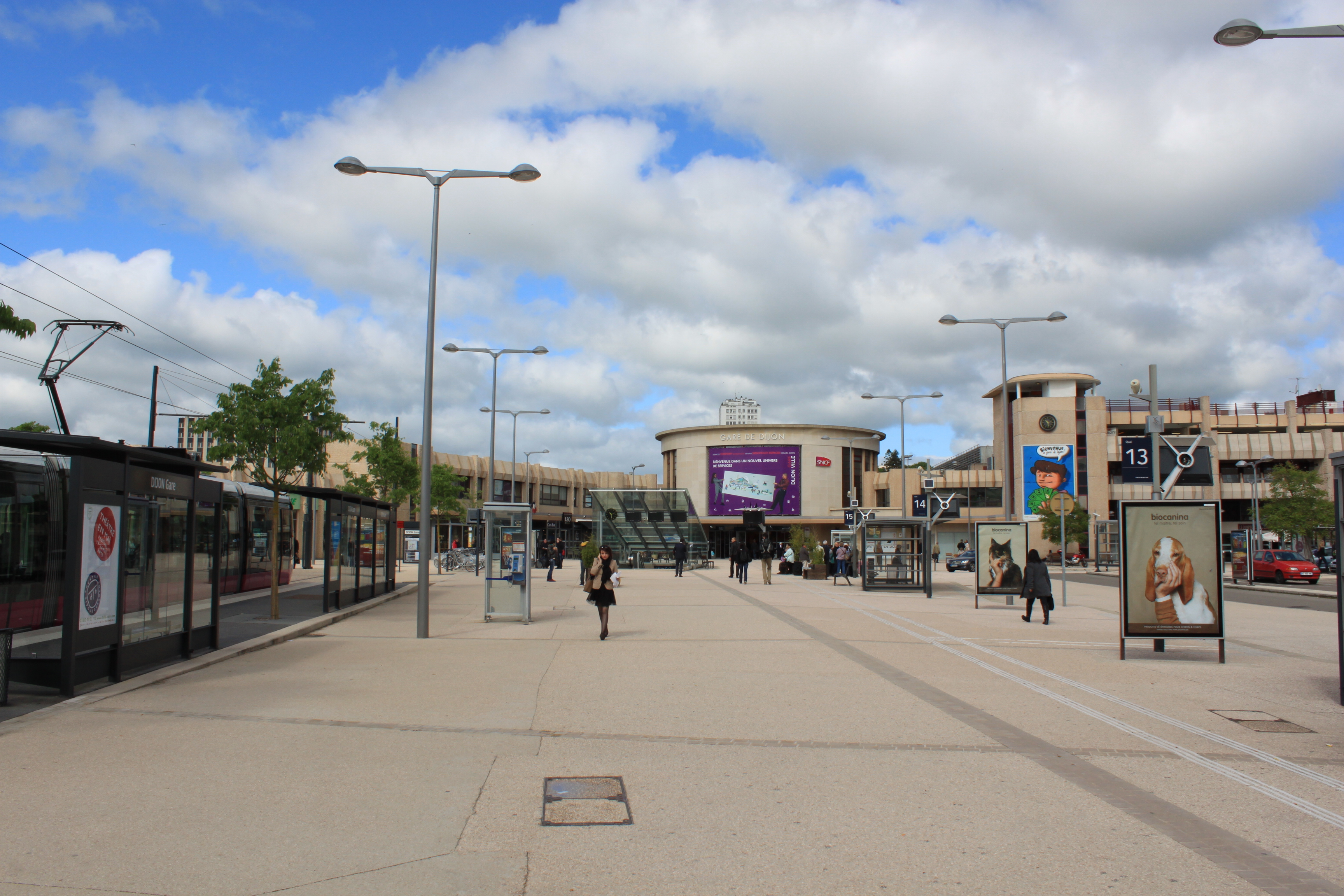
Le parvis de la gare.
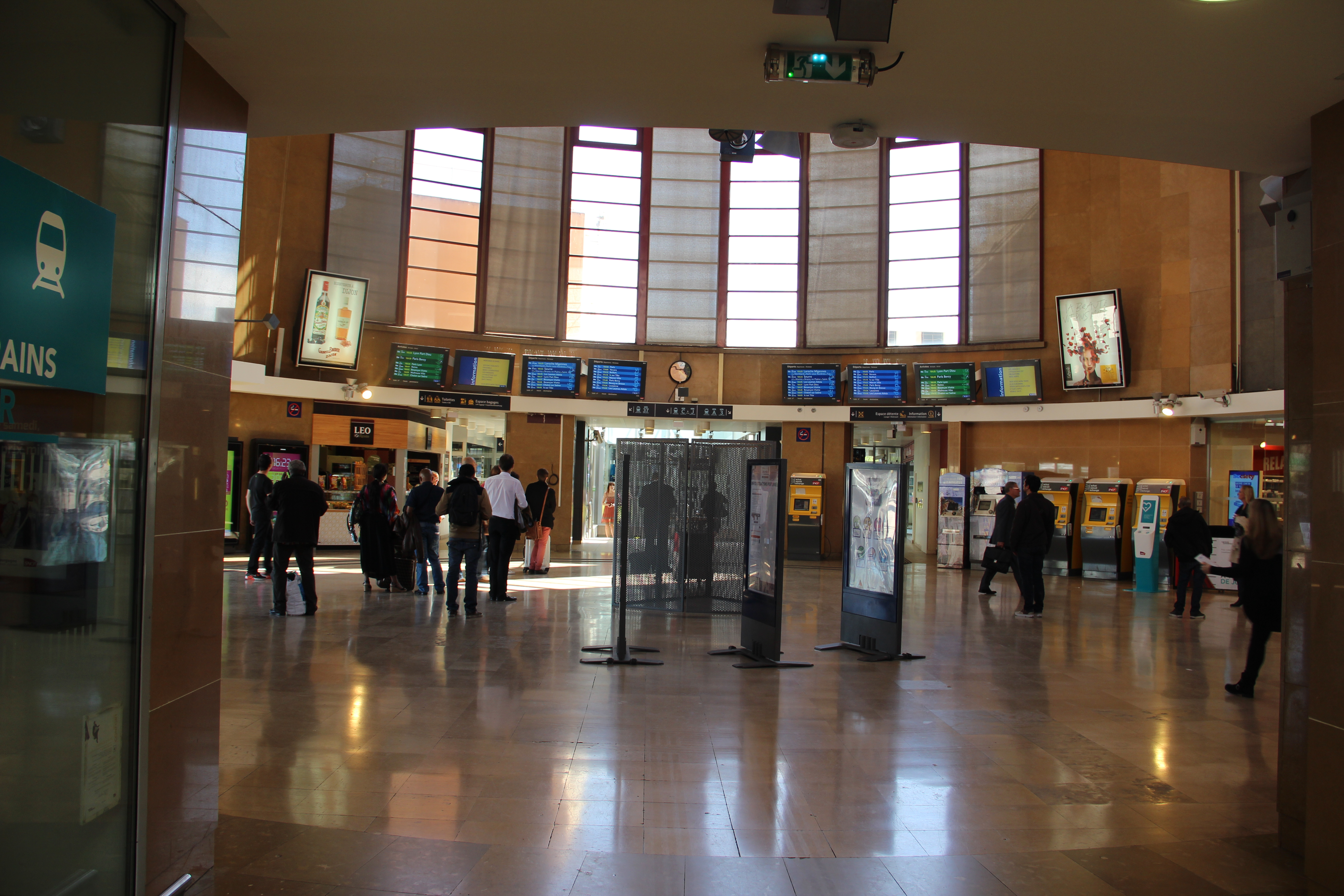
Le hall principal de la gare.
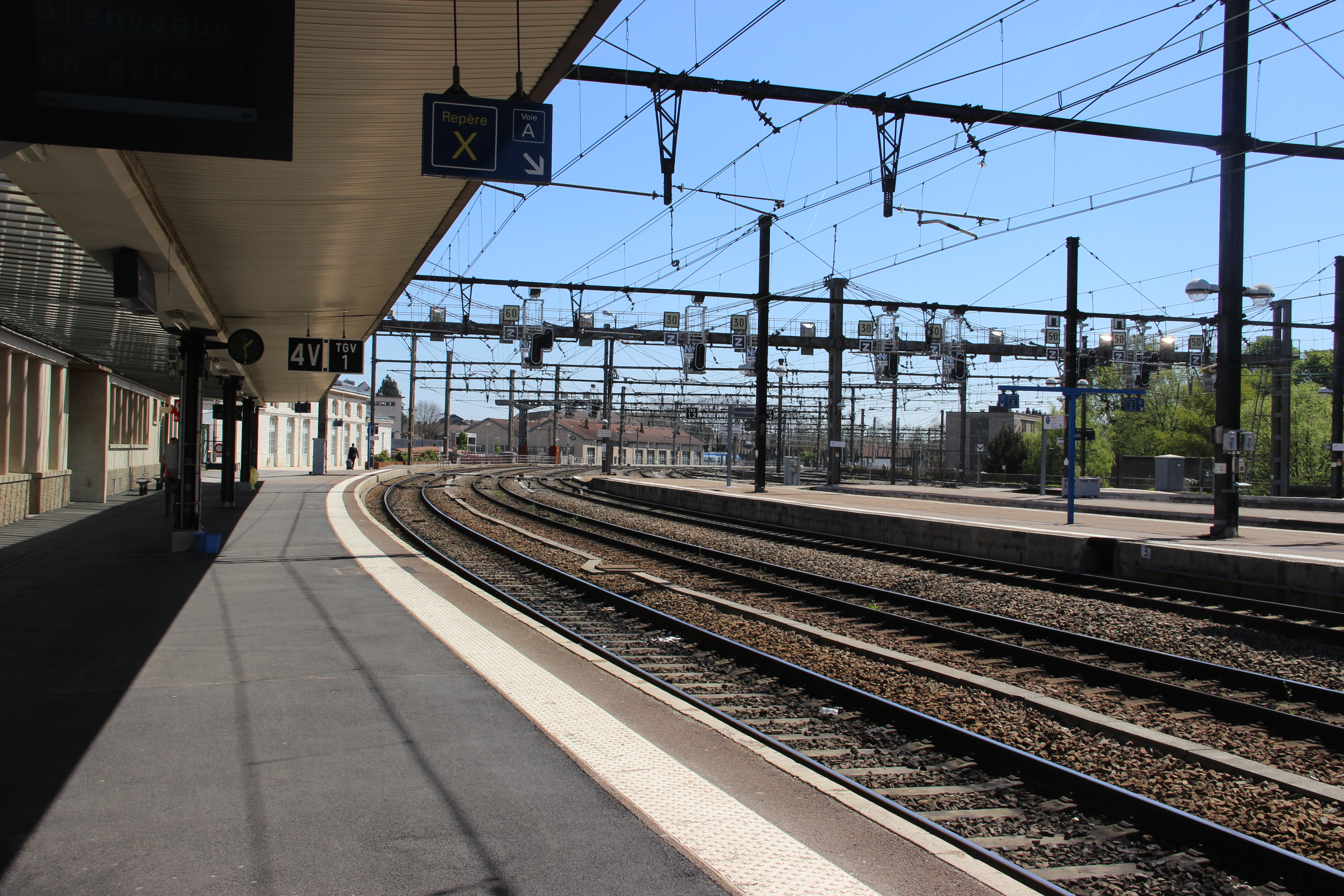
Les quais de la gare.
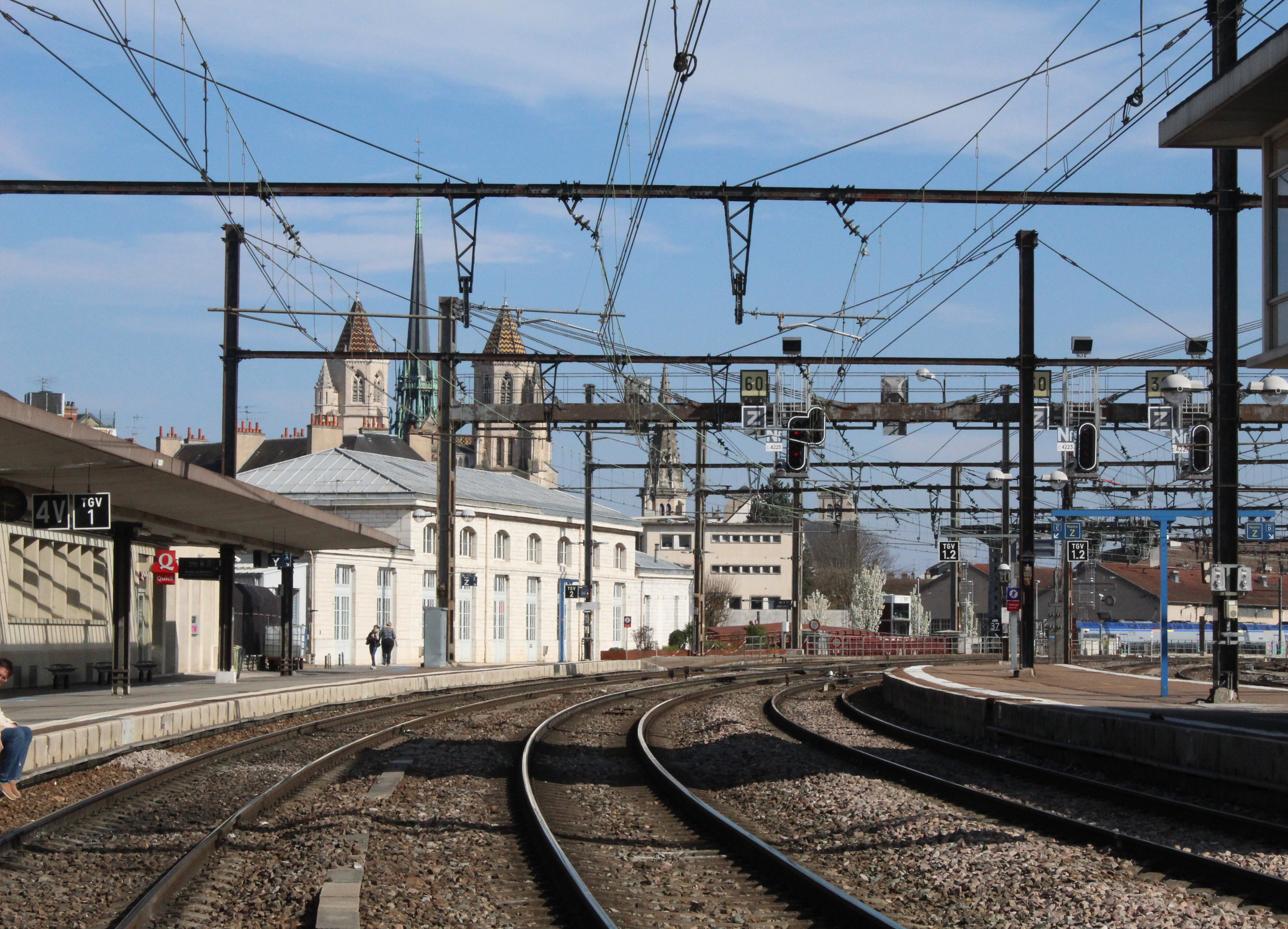
Les voies en direction de Lyon, avec la cathédrale Saint-Bénigne en arrière-plan.